# Severo-Kurilsk
Severo-Kurilsk (rusky: Северо-Курильск; japonsky: Ótonai nebo Kataoka; v ainštině: Mairuppo) je město v severní části Kurilských ostrovů, které spadají pod jurisdikci Sachalinské oblasti. Je to správní centrum Severokurilského distriktu a nalézá se v severní části ostrova Paramušir, na pobřeží úžiny Vtoroj Kurilskij. Podle sčítání lidu provedeného v roce 2021 v něm žilo 2 439 lidí.

## Poloha
Město je ze tří stran obklopeno horami, od moře je chráněno před oceánskými vichry ostrovem Šumšu. Severo-Kurilsk je významným přístavem na trase mezi Vladivostokem a Korsakovem, či Petropavlovskem-Kamčatským. S posledně jmenovaným je také spojen leteckým mostem, k dopravě do jižních částí souostroví slouží lodní linky s kotvištěm v Južno-Kurilsku.

## Historie
Město založili roku 1898 Japonci pod názvem Kašivabara na místě osady, kterou obývali Ainuové. 
5. listopadu 1952 bylo město kompletně zničeno třemi vlnami tsunami, které zabily nejméně 2336 lidí z asi 6000 obyvatel města. Severo-Kurilsk byl poté znovu vybudován ve vyšší poloze a populace brzy dosáhla původní úrovně.

## Klima
Poloha města dává znát, že patří do seismicky aktivní zóny, nalézá se zde tedy několik seismických a meteorologických stanic. Podnebí je oceánické, až subarktické se studenými a vlhkými léty a drsnými zimami.

## Hospodářství
Ekonomická struktura města se primárně odvíjí od rybolovu, lovu krabů a olihní, a dále od průmyslu, který tyto plody moře dále zpracovává. Nejdůležitějším místem města je tedy rybářský přístav.

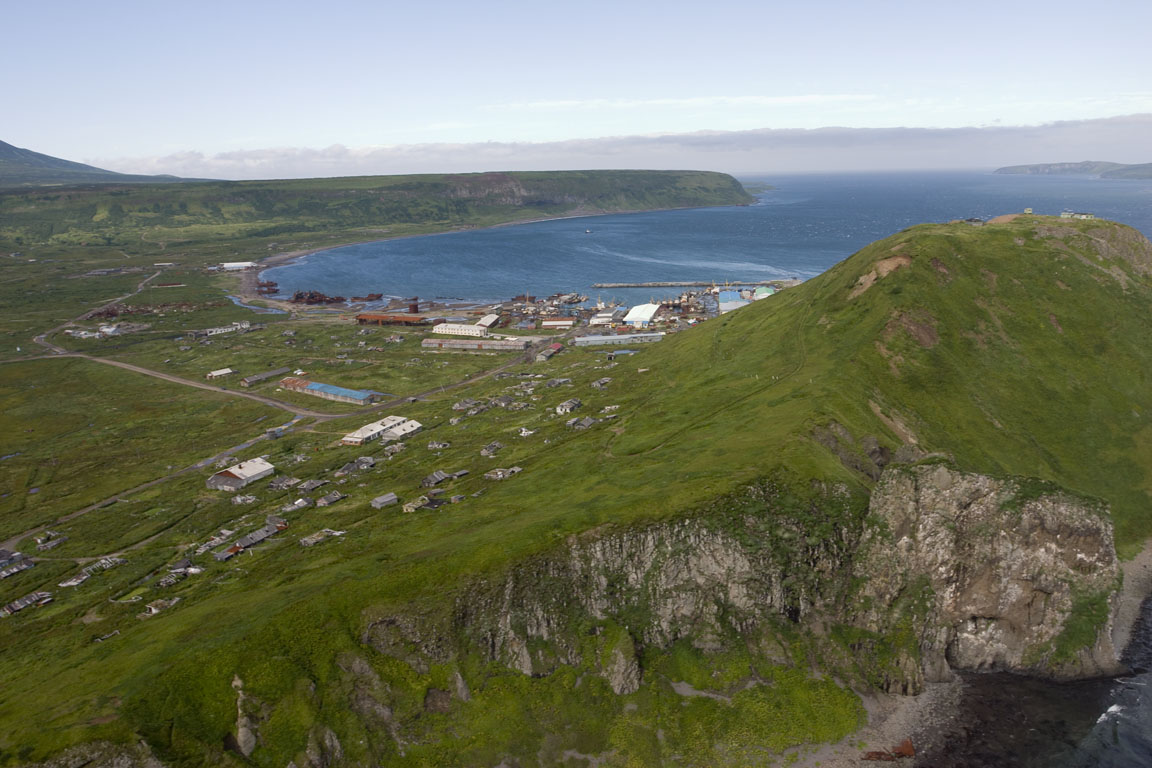
Přístav v Severo-Kurilsku. Zde stálo původní město před tsunami v roce 1952